# Konstantin Leonidowitsch Makarow
Konstantin Leonidowitsch Makarow (russisch Константин Леонидович Макаров; * 17. September 1985 in Ufa, Russische SFSR) ist ein russischer Eishockeyspieler, der seit 2018 bei Buran Woronesch in der Wysschaja Hockey-Liga unter Vertrag stand.

## Karriere
Konstantin Makarow begann seine Karriere als Eishockeyspieler in seiner Heimatstadt in der Nachwuchsabteilung von Salawat Julajew Ufa. Daraufhin wechselte er zum HK Metallurg Magnitogorsk, für dessen Profimannschaft er von 2003 bis 2005 in der russischen Superliga aktiv war. Anschließend spielte der Flügelspieler ebenfalls zwei Jahre lang für Metallurgs Ligarivalen Salawat Julajew Ufa. 
Im Sommer 2007 wechselte Makarow zu Neftechimik Nischnekamsk, für das er in den folgenden zweieinhalb Jahren – zunächst in der Superliga und ab der Saison 2008/09 in der Kontinentalen Hockey-Liga – auf dem Eis stand, ehe er die Saison 2009/10 bei Lokomotive Jaroslawl beendete. Für die folgende Spielzeit wurde der Russe vom KHL-Teilnehmer Amur Chabarowsk verpflichtet, für den er bis Herbst 2011 spielte und 25 KHL-Partien absolvierte. Anschließend wechselte er zum HK Jugra Chanty-Mansijsk, den er nach 13 weiteren Partien in Richtung HK Saryarka Karaganda verließ. Bei diesem kasachischen Klub blieb er wiederum nur knapp einen Monat, ehe er vom HK Sibir Nowosibirsk verpflichtet wurde, für den er bis Saisonende 2011/12 weitere 15 Spiele in der KHL absolvierte.
Ab Juli 2012 stand Makarow bei Awtomobilist Jekaterinburg unter Vertrag, ehe dieser Ende Oktober 2012 aufgelöst wurde.
Zwischen Mai und November 2017 spielte Makarow bei Kunlun Red Star in der Kontinentalen Hockey-Liga und parallel bei dessen Farmteam KRS Heilongjiang. Im Dezember wechselte er zu Metallurg Nowokusnezk, für das er 33 Partien in der Wysschaja Hockey-Liga absolvierte. Anschließend wurde er von Buran Woronesch aus der gleichen Liga verpflichtet. 

### International
Für Russland nahm Makarow an der U18-Junioren-Weltmeisterschaft 2003 teil, bei der er mit seiner Mannschaft die Bronzemedaille gewann. Zu diesem Erfolg trug er mit zwei Toren in sechs Spielen bei.

## Erfolge und Auszeichnungen
- 2003 Bronzemedaille bei der U18-Junioren-Weltmeisterschaft

## Statistik
(Stand: Ende der Saison 2010/11)